# Флиер, Андрей Яковлевич
Андре́й Я́ковлевич Флие́р (14 ноября 1950, Москва — 7 августа 2025) — советский и российский культуролог, исследователь функциональной теории культуры, теории исторической динамики культуры, структуры культурологического знания и проблем развития культурологического образования. Доктор философских наук (1995). Один из авторов энциклопедий «Культурология. XX век», «Историческая культурология» и «Прикладная культурология»

## Биография
Родился 14 ноября 1950 года в Москве в семье известного советского пианиста Якова Флиера (1912—1977).
В 1976 году окончил исторический факультет Московского государственного заочного педагогического института.
В 1977—1990 гг. работал в НИИ теории и истории архитектуры.
В 1991—1993 гг. в Российском открытом университете (РОУ) — декан культурологического факультета. В эти годы А. Флиер начинает разработку модели специального культурологического образования, принимает участие в создании первого государственного образовательного стандарта по культурологии. Одновременно в эти годы Флиер работает в Российском институте культурологии (РИК), где занимается теоретическими проблемами исторической культурологии, пишет статьи для энциклопедии «Историческая культурология».
С 1993 по 2010 гг. работал в Московском государственном университете культуры и искусств (МГУКИ), будучи также директором Высшей школы культурологии и заведующий кафедрой культурологии и антропологии.
В 1995 году защитил диссертацию на соискание учёной степени доктора философских наук по теме «Структура и динамика культурогенетических процессов» (специальность 17.00.08 — теория и история культуры). Научный консультант — доктор философских наук Э. А. Орлова. Официальные оппоненты — доктор философских наук Г. А. Аванесова, доктор философских наук Н. С. Злобин и доктор философских наук А. Л. Никифоров. Ведущая организация — кафедра культурологии Московский педагогический государственный университет.
В настоящее время главный научный сотрудник Российского НИИ культурного и природного наследия им. Д. С. Лихачёва, профессор Московского государственного лингвистического университета, руководитель Научной ассоциации исследователей культуры, главный редактор электронного журнала «Культура культуры».
Автор более 350 публикаций, в том числе 34 книг.
Умер 7 августа 2025 года в возрасте 74 лет после тяжёлой болезни.

## Научная деятельность
А. Я. Флиер известен разработкой ряда фундаментальных культурологических теорий:
- нормативной теории культуры, рассматривающей культуру как систему норм человеческого поведения и коммуницирования, а также их символических манифестаций, обеспечивающую коллективный характер образа жизни и деятельности людей;
- концепции исторического генезиса человеческой культуры как процесса развития и трансформации социального поведения животных;
- концепции сущности культуры как наиболее общей формы человеческой социальности;
- концепции взаимозависимости процессов социального развития и углубления специализации в деятельности людей, что ведёт к усилению творческих инновативных тенденций в культуре и является причиной ускорения динамики исторического развития (нарастающего темпа изменчивости культуры);
- концепции взаимозависимости процессов социального развития и устойчивости культурного своеобразия: нарастание динамики социального развития общества (прогресс) ведет к понижению уровня его локального своеобразия, а усиление своеобразия — к замедлению развития;
- концепции взаимозависимости уровня социального развития и плотности социального контроля над индивидом: возрастание уровня социального развития ведет к снижению жесткости социального контроля, то есть к расширению границ социальной и культурной свободы человека;
- концепции взаимозависимости уровня социального развития и типологии солидарности и идентичности членов общества: смена исторических эпох сопровождается изменением преобладающих в обществе типов социальной солидарности и идентичности и их эволюции от витальных к культурным основаниям;
- концепции культурной экспансии и культурных манифестаций как основных методов социального контроля и регулирования жизни общества средствами культуры;
- концепции переориентации культуры с прославления своего прошлого на превентивное переживание будущего, нарастающей по мере исторического развития культуры;
- концепции культурной политики как наиболее мягкой формы внедрения господствующей идеологии в сознание сообщества;
- концепции пребывания человека одновременно в двух культурах: публичной, отражающей степень его зависимости от социума, и приватной, наоборот, отражающей степень его социальной независимости;
- концепции свободы как достигнутого баланса между коллективным и индивидуальным началами в культуре сообщества;
- концепции культуры как соотношения понятий добра и зла, форм их символизации и зависимости человека от интерпретации того и другого и пр.

## Научные труды

### Монографии
- Культурогенез. — М.: РИК, 1995.
- Культурология. XX век. Энциклопедия. В 2-х тт. — М.: Университетская книга, 1997. (37 статей).
- Культурология для культурологов. Учебное пособие для магистрантов, аспирантов и соискателей. — М.: Академическая книга, 2000, 2002, 2003 (изд. 2-е, перераб. и доп.). — М.: Согласие, 2010. — ISBN 978-5-86884-134-7
- Культура как репрессия. — М.: Диаграмма, 2006. — 319 с. : ил.; ISBN 5-901706-23-4
- Некультурные функции культуры. Очерки. — М.: МГУКИ, 2008. — 272 с. — ISBN 978-5-94778-175-5
- Тезаурус основных понятий культурологии. Учебное пособие. — М.: МГУКИ, 2008. (в соавт. с Полетаевой М. А.).
- Культура между рабством конъюнктуры, рабством обычая и рабством статуса. — М.: Согласие, 2011. (в соавт. с Костиной А. В.)
- Культурология 20-11. Авторский сборник эссе и статей. — М.: Согласие, 2011.
- Очерки теории исторической динамики культуры. Монография. — М.: Согласие, 2013;
- Избранные работы по теории культуры. М.: Согласие-Артем, 2014;
- Историческая культурология. Энциклопедия. М.: Академический проект; Альма матер, 2015 (85 статей).
- Прикладная культурология. Энциклопедия. М.: Согласие, 2019 (9 статей).

### Статьи
- Вектор культурной эволюции.
- История культуры как смена доминантных типов идентичности.
- Культурные основания насилия (памяти Усамы бен-Ладена).
- Культурологическое знание.
- Методы социального контроля и регулирования: культурные экспансии и манифестации.
- Наброски к построению социокультурной картины мира в границах культурологии.
- Социальные функции культуры.
- Типология культурных стратегий.
- Фундаментальная культурология: актуальные направления исследований.
- Культура как прогноз.
- Культурная атрибуция как метод исследования.
- Культурные роли в процессах социального действия.
- Маргинальные поля знания: поп-наука.
- Науки о культуре после постмодернизма. Постфутурология.
- Современная культурология: проблемы, возможности, задачи.
- Культурологический инструментарий в процессах социального контроля и управления.
- Современная культура как тенденция.
- Будущее возврату не подлежит (о перспективах развития традиционной культуры).
- Историческая культурология как область знания.
- Эволюционные трансформации культуры.
- Происхождение культуры: новая концепция культурогенеза.
- Философские пролегомены к Нормативной теории культуры.
- Классическая, неклассическая и постнеклассическая культуры: опыт новой типологии.
- Культура как пространство и время социального бытия.
- Культура культурного человека.
- Добро и зло в культурно-историческом понимании.
- Культура vs. свобода: противоборство и взаимодействие.
- Локальная культурная система: факторы устойчивости.
- Культурная изменчивость и прогресс.
- Власть и культура: самоорганизация общества по модели вертикальной иерархии.
- Идеология как форма культуры.
- Две роли человека в «спектакле культуры».